# Pohádky bratří Grimmů

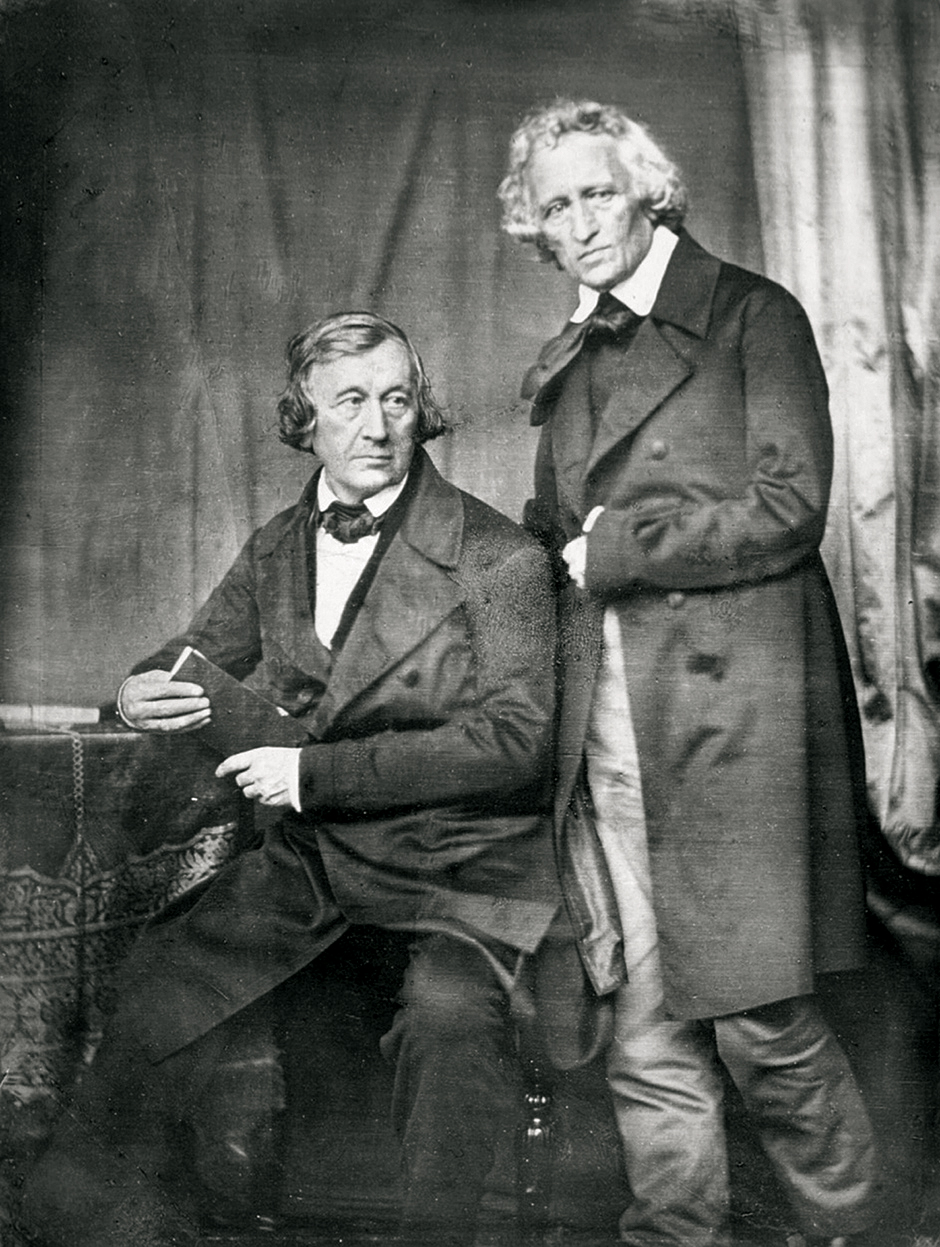
Bratři Grimmové

Pohádky bratří Grimmů, původním názvem Pohádky pro děti a domácnost (německy: Kinder- und Hausmärchen) je sbírka pohádek německých autorů, bratrů Jacoba a Wilhelma Grimma. Kniha vyšla poprvé 20. prosince 1812. První díl prvního vydání obsahoval 86 příběhů, do druhého dílu z roku 1815 se dostalo dalších 70 příběhů. V sedmém vydání z roku 1857 se korpus rozšířil na 200 pohádek a 10 "dětských legend". To je považováno za definitivní autorské složení. 28 příběhů z předchozích vydání jimi bylo trvale vyřazeno. Kniha je zapsána na seznamu Paměť světa UNESCO.

## Úpravy
První svazky byly velmi kritizovány. Ačkoli měly v titulu "pro děti", nebyly mnohými kritiky považovány pro děti za vhodné. Grimmové tomuto tlaku v pozdějších vydáních mnohdy ustupovali. Například ve slavných pohádkách Sněhurka a Jeníček a Mařenka (Perníková chaloupka) nahradili zlé matky macechami (matkami nevlastními). Odstranili také některé sexuální narážky. Například otázku Lociky (Rapunzely), proč se jí šaty utahují kolem břicha, čímž čarodějnici prozradila své těhotenství, a tedy tajné návštěvy prince. V roce 1825 bratři vydali své Kleine Ausgabe neboli "malé vydání", výběr 50 pohádek, které by neměly dětského čtenáře nijak ohrozit. Bohatě ho ilustroval Ludwig Emil Grimm, třetí z bratrů.
Zajímavostí je, že ač Grimmové sexuální motivy v pozdějších vydáních odstraňovali či mírnili, z nejasných důvodů přidávali násilí a krutost při trestání padouchů. Patrně to byla jejich reakce na kritiku, že pohádky nejsou dost etické a zlo v nich není dostatečně trestáno.

## Vliv
Kniha měla mimořádný vliv na formování moderního německého národa a na romantické hnutí všude po Evropě. Grimmové našli řadu následovníků: Rusa Alexandera Afanasjeva, Nory Petera Christena Asbjørnsena a Jørgena Moea, Angličana Josepha Jacobse, Čechy Karla Jaromíra Erbena a Boženu Němcovou. Zejména u malých národů jako byli Norové nebo Češi to mělo velký vliv na místní procesy tzv. národních obrození.
Kniha byla ale i různě zneužívána. Adolf Hitler byl sbírkou doslova fascinován a viděl v ní důkaz "zdravých rasových instinktů" lidu. Podle něj bylo zjevné, že si v pohádkách hrdinové hledají rasově čisté manželské partnery. Vykládal si tak například pohádku Popelka. Popelka mu byla symbolem rasově čisté hrdinky, kterou ovládá rasově nečistá macecha, ale princ dokáže rozpoznat rasovou kvalitu utlačované Popelky. Hitler však netušil výše uvedené - že macechy byly do textů často dodány, aby nahradily původní zlé matky vlastní. Vlka v pohádce Červená Karkulka Hitler rovněž interpretoval jako Žida. Ač toto pojetí bylo odborníky často zesměšňováno, je nutno na druhou stranu přiznat, že v pohádkách Bratří Grimmů antisemitské aspekty jsou: ve třech se postava Žida přímo objevuje a vždy jde o nenávistné zobrazení. V pohádce Žid v ostružiní hlavní hrdina mučí Žida tím, že ho nutí tančit v trní. V dalších dvou pohádkách je Žid zloděj a podvodník.
Hitler a jiní nacionalisté také přeceňovaly "ryze nordickou" povahu shromážděných pohádek. Jedním z lidových vypravěčů, od nichž Grimmové své pohádky načerpaly, byla Francouzka Marie Hassenpflugová. Ta byla ovlivněna nejen francouzskou ústní lidovou tradicí, ale dokonce citovala (asi nevědomky) z francouzských literárních zdrojů, jako byly sbírky pohádek Charlese Perraulta, autora 17. století. Ostatně slovanští sběratelé narazili později na podobné motivy jako Grimmové a podobné motivy lze dokonce nalézt i u neevropských národů.